# Raia Gàrbuzova
Raia Gàrbuzova   (Tbilisi, 10 d'octubre de 1906 - DeKalb, 28 de gener de 1997) va ser una violoncel·lista estatunidenca nascuda a Geòrgia.

## Carrera
Va fer el debut musical a Moscou el 1923 i va abandonar la Unió Soviètica el 1925. Va viure i va brindar recitals a Europa i la seva primera presentació fora d'aquest continent va ser el 1935 a la ciutat de Nova York, Estats Units. Va emigrar al continent americà el 1939.
El 1948 es va casar amb el cardiòleg Kurt Biss i es va establir a Illinois. Va ensenyar música a la Universitat del Nord d'Illinois de 1973 fins que es va retirar el 1991. A més d'ensenyar en aquesta universitat, Garbousova va ser professora de música al Col·legi de Música Hartt en Hartford, Connecticut, entre altres institucions. El seu fill, el violista Paul Biss, es va casar amb la violinista Miriam Fried.
Durant la seva carrera va tocar amb una gran quantitat d'orquestres. Samuel Barber va compondre el seu propi concert per a violoncel i el va presentar a escala internacional sota la conducció de Serge Koussevitzky i l'Orquestra Simfònica de Boston el 1946.

## Discografia parcial
- Samuel Barber: Concerto for Cello & Orchestra (Decca Records, 1966)